# Richie Gray
Richie Gray (ur. 24 sierpnia 1989 w Rutherglen na przedmieściach Glasgow) – szkocki rugbysta występujący na pozycji wspieracza. Reprezentant kraju, dwukrotny uczestnik pucharu świata.

## Kariera klubowa
Gray jest wychowankiem szkoły Kelvinside Academy w Glasgow. Równocześnie grał w juniorskich drużynach zespołu Glasgow Hawkes (U-16, U-17, U-18). Następnie został zawodnikiem Stirling County R.F.U., w którym występował do roku 2008.
Wówczas podpisał kontrakt z Glasgow Warriors, klubem Ligi Celtyckiej. Zaledwie rok później przedłużył swoją umowę o dwa lata, przez co związał się z klubem z Glasgow do końca sezonu 2011/2012.
Dobre występy zarówno w rozgrywkach ligowych, jak i międzynarodowych, a także kończący się kontrakt z Warriors sprawiły, że zatrudnieniem Graya zainteresowane były angielskie Bath, Sale Sharks, Saracens, jak również kilka klubów francuskiej Top 14. W listopadzie 2011 roku ogłoszono, że Szkot podpisał obowiązujący od lipca kolejnego roku kontrakt z Sharks. Kiedy klub z Sale prezentował Graya, jako swojego nowego zawodnika, nazwano go mianem kluczowego nabytku.
Po niezbyt udanym sezonie, w którym rozegrał zaledwie 16 meczów (z czego 11 w lidze), Gray przeniósł się do francuskiego klubu Castres Olympique, z którym podpisał trzyletni kontrakt.

## Kariera reprezentacyjna
Grę dla reprezentacji Szkocji zaczynał od drużyn juniorskich. Występował kolejno w reprezentacjach do lat 17, 18, 19 i 20. Był kapitanem trzech ostatnich grup wiekowych. W reprezentacji do lat 20 zadebiutował w lutym 2008 roku w meczu z Włochami w ramach młodzieżowego Pucharu Sześciu Narodów, zaledwie dwa tygodnie po tym, jak mierzył się z tym samym przeciwnikiem w rozgrywkach do lat 19. W czerwcu 2008 roku uczestniczył w rozgrywanych w Walii Mistrzostwach Świata Juniorów. Wystąpił tylko w dwóch meczach swojej drużyny, gdyż w meczu z Południową Afryką doznał kontuzji, która wykluczyła jego dalszy udział w turnieju. Reprezentanci Szkocji zajęli wówczas 10 miejsce. Gray powrócił do drużyny młodzieżowej na mecz otwarcia kolejnego Pucharu Sześciu Narodów w 2009 roku, kiedy to Szkoci pokonali Walijczyków. Również w roku 2009 ponownie znalazł się w składzie na Mistrzostwa Świata Juniorów, które odbywały się w Japonii. Wziął udział we wszystkich pięciu meczach drużyny spod znaku ostu, która jednak zajęła dopiero 9. pozycję.
W listopadzie 2009 Gray zaliczył debiut w drugiej reprezentacji, która wówczas pokonała kadrę Tonga. W sumie zaliczył trzy spotkania dla „Szkocji A”.
Trzy miesiące później (7 lutego 2010 r.) po raz pierwszy otrzymał szansę występu w pierwszej reprezentacji seniorów. Debiut przypadł na rozgrywany na Murrayfield w Edynburgu mecz z Francją. Wkrótce Gray stał się jedną z kluczowych postaci szkockiej drużyny, tak że w 2011 roku został uznany najlepszym graczem reprezentacji podczas Pucharu Sześciu Narodów, kiedy to Szkoci doznali czterech porażek w pięciu meczach.
Pod koniec sierpnia 2011 roku Gray znalazł się w 30-osobowym składzie na Puchar Świata w Nowej Zelandii. Był najmłodszym graczem swojej drużyny. Podczas turnieju pochodzący z Glasgow zawodnik brał udział we wszystkich spotkaniach Szkotów, jednak nie mógł go zaliczyć do szczególnie udanych. Choć sam ponownie był wyróżniającym się graczem, to Szkoci po dwóch zwycięstwach (nad Gruzją i Rumunią) oraz dwóch porażkach (jednym punktem z Argentyną i czterema z Anglią), zajęła trzecie miejsce i nie awansowała dalej.
Kolejne dobre występy Graya sprawiły, że w połowie 2012 roku postrzegany był jako zawodnik o niezagrożonej pozycji, jeśli chodzi o australijskie tournée British and Irish Lions w roku 2013.
W 2015 wystąpił na swoim drugim Pucharze Świata, podczas którego Szkocja w ćwierćfinale jednym punktem uległa Australii.

## Życie prywatne
- W młodości wzorował się na Angliku Martinie Johnsonie[6].
- Jego młodszy brat Jonny również gra w rugby; w 2012 roku został zawodnikiem Glasgow Warriors[6]
- Richie jest fanem muscialowego serialu Glee[6]